# بخش چانارامبی، شهرستان موری، مینه سوتا
بخش چانارامبی (به انگلیسی: Chanarambie Township) یک منطقهٔ مسکونی در ایالات متحده آمریکا است که در شهرستان مورای، مینه‌سوتا واقع شده‌است.
 بخش چانارامبی ۹۲٫۰ کیلومتر مربع مساحت و ۲۲۳ نفر جمعیت دارد و ۵۳۲ متر بالاتر از سطح دریا واقع شده‌است.